# Pelocnistis xylozona
Pelocnistis xylozona är en fjärilsart som beskrevs av Edward Meyrick 1932. Pelocnistis xylozona ingår i släktet Pelocnistis och familjen stävmalar. Inga underarter finns listade i Catalogue of Life.